# جنود الشام
جنود الشام هي مجموعة من المقاتلين الشيشانيين واللبنانيين الذين يقاتلون خلال الحرب الأهلية السورية. بحلول أوائل عام 2016، أفيد بأن جنود الشام ضعفت إلى حد كبير، مع توجيه زعيمها أبو الوليد مسلم الشيشاني باللوم على جماعات ثائرة أخرى في سوريا لعدم تقديم المساعدة، ومع ترك العديد من أعضاءها للجماعة والتحاقهم بتنظيم الدولة الإسلامية.

## روابط خارجية
- قناة جنود الشام على يوتيوب